# Igor Witkowski
Pour les personnes ayant le même patronyme, voir Witkowski.
Igor Witkowski, né en 1963,  est un journaliste et essayiste polonais. Igor Witkowski

## Œuvres
Par ordre de publication.
- Wizyty z nieba (Visits From The Skies): Czy Däniken miał rację ? - (1996)
- UFO - przełom ? (UFO - Breakthrough?) - (1997)
- Supertajne bronie Hitlera cz.1 - (1999)
- Supertajne bronie Hitlera cz.2 - (1999)
- Supertajne bronie Hitlera cz.3 - (1999)
- Supertajne bronie Hitlera cz.4 - (2000)
- Supertajne bronie Hitlera cz.5 - (2000)
- Supertajne bronie Hitlera cz.6 - (2000)
- Prawda o Wunderwaffe - (Warsaw, 2000)
- Supertajne bronie Hitlera cz.7 - (2001)
- Hitler-Stalin: Oblicza propagandy - (2001)
- Księga dowodów (The Book Of Proofs) - (2001)
- Hitlera plany przebudowy świata - (2001)
- Kronika hitlerowskich tajemnic - (2004)
- Moje poszukiwania - (2004)
- Supertajne bronie islamu - (2001) (2004)
- Al Kaida. Teraz Polska! - (2005)
- Broń Wehrmachtu w kolorze - (2005)
- Czwarta rzesza: Poszukiwania fortuny nazistów - (2005)
- Hitler pytania nie postawione - (2005)
- Gestapo: Anatomia systemu - (2005)
- Podziemne Krolestwo Hitlera
- Podziemne królestwo Hitlera tom 2 - (2006)
- Germania: Plany III Rzeszy na okres powojenny - (2006)
- Kod Adolfa Hitlera. Część 1 - (2006)
- Nieznane operacje służb specjalnych III Rzeszy - (2007)
- Prawda o Wunderwaffe. Tom 1 - (2007)
- Prawda o Wunderwaffe. Tom 2 - (2007)
- Broń pancerna III Rzeszy. Tom 1. Działania bojowe - (2008)
- Broń pancerna III Rzeszy. Tom 2. Wozy bojowe - (2008)
- Propaganda Trzeciej Rzeszy - (2008)
- Kronika hitlerowskich tajemnic - (2008)
- Riese. Poszukiwania największej tajemnicy trzeciej rzeszy - (2008)
- Wewelsburg. Zamek Świętego Graala SS - (2008)
- Axis of the World: The Search for the Oldest American Civilization - (2008) - first book authored in English
- HITLER'S PLANS TO TRANSFORM THE WORLD
- CODE-NAME REGENTROEPFCHEN
- HITLER'S UNDERGROUND KINGDOM
- Wehrmachts Weapons in Colour - Bron Wehrmachtu W Kolorze
- Wewelsburg---Zamek Swietego Graala SS (Polish Edition)
- Wehrmacht's Weapons in Colour / Color
- Germania: Plany Trzeciej Rzeszy Na Okres Powojenny (Polish Edition)
- Reduta Hitlera (Polish Edition)
- The Truth about the Wunderwaffe, Hardcover (2003), European Historys Press,  (ISBN 8388259164),  (ISBN 978-8388259166)
- The Truth about the Wunderwaffe, Books International Militaria, [Gebundene Ausgabe], 30. November 2003,  (ISBN 8388259164),  (ISBN 978-8388259166)
- The Truth about the Wunderwaffe, Hardcover, Books International Militaria, (18 Dec 2003),  (ISBN 8388259164),  (ISBN 978-8388259166)
- The Truth about the Wunderwaffe, Hardcover, European History Press, (2006), ASIN: B000VLWF8I,
- Die Wahrheit über die Wunderwaffe: Geheime Waffentechnologie im Dritten Reich: Band 1 (Broschiert), Mosquito; Auflage: 1 (1. Juni 2008),  (ISBN 3928963236),  (ISBN 978-3928963237)
- Die Wahrheit über die Wunderwaffe: Geheime Waffentechnologie im Dritten Reich (Broschiert), Mosquito Verlag Limited & (August 2008),  (ISBN 392896318X),  (ISBN 978-3928963183)